# Гранит (предприятие, Москва)
АО ГПТП «Гранит» (АО "Головное производственно-техническое предприятие «Гранит») — советское и российское предприятие военно-промышленного комплекса, обеспечивающее выполнение завершающего этапа в процессе создания сложных систем вооружений (монтаж, стыковка, настройка непосредственно у заказчика), их техническое обслуживание и ремонт после передачи в эксплуатацию, а также утилизацию после вывода из эксплуатации. Ведущее предприятие в составе Концерна ПВО «Алмаз-Антей» по ремонтно-восстановительным работам на объектах ПВО, ПРО, СПРН, СККП и других объектах Космических войск.
Полное фирменное наименование: Акционерное общество "Головное производственно-техническое предприятие «Гранит». Сокращенное фирменное наименование: АО "ГПТП «Гранит». Полное фирменное наименование на английском языке: Joint Stock Company "Head center «Granit».
ГПТП имеет в своем составе специализированное КБ «Меридиан» с опытным производством, которое занимается созданием передвижных и стационарных ремонтных установок и ремонтной документации.

## История
В 1952 году совместным Постановлением ЦК ВКП(б) и Совета Министров № 992—319 в составе завода № 304 было образовано Специальное монтажное управление (СМУ-304) для ввода в эксплуатацию «Системы 25» — первого зенитного ракетного комплекса, предназначенного для противовоздушной обороны Москвы и центрального промышленного района. Первыми объектами предприятия стали радиолокаторы наведения Б-200. В 1955 году «Система 25» была принята на вооружение.
С 1956 года предприятие занималось вводом измерительных комплексов «Бинокль», «Иртыш», «Кама», «Висла», КТ-50 и СКТ-80 на местах их дислокации. Специалисты предприятия были включены в 16-ю Антарктическую экспедицию — в Антарктиде был развернут стационарный вариант станции «Кама» для определения и контроля скорости ветра, траекторий ракет и зондов.
В 1960 году СМУ выделено из состава завода № 304 и передано в подчинение Мособлсовнархоза, в 1962 году СМУ МОСНХ назначено головным предприятием на всех объектах систем обнаружения спутников (СККП) и баллистических ракет (СПРН). Принимало участие в работах по созданию космических комплексов ИС, УС-К, позже — УС-КМО. С 1964 года осуществляло монтаж, настройку, стыковку и ввод в эксплуатацию полигонных и дежурных информационных средств системы противоракетной обороны А-35 (комплексы «Аргунь», С-225 «Азов», «Енисей», «Тобол»).
В 1965 году СМУ передано в МРП, а в 1966 году переименовано в ГПТП (Головное производственно-техническое предприятие). Специалисты ГПТП участвовали в создании загоризонтных и надгоризонтных наземных РЛС дальнего обнаружения («Дуга», «Днепр», «Дарьял», «Дон-2Н»).
С 1981 года — ПО «Гранит». Являлось головной организацией по вводу в эксплуатацию системы автоматической посадки орбитального корабля «Буран», занималось созданием автоматизированных центров управления воздушным движением.
С 1991 года — ФГУП "ГПТП «Гранит».
С 2002 года — ОАО "ГПТП «Гранит».
С 2007 года — ОАО "ГНПО «Гранит» (Головное научно-производственное объединение «Гранит»).
С 2008 года — ОАО "ГЦСО ПВО «Гранит» (Головной центр сервисного обслуживания Концерна ПВО «Алмаз-Антей» «Гранит»).
С 2015 года — АО "ГПТП «Гранит».
В рамках предприятия планируется создать базовую сеть региональных сервисных центров средств ПВО ВВС, Сухопутных войск и ВМФ.

## Санкции
19 мая 2023 года, из-за нападения Украины на ЛНР и ДНР, Гранит попал под санкции США «за связь с активизацией усилий России по разработке оружия и связанных с ним систем». Также предприятие находится под санкциями Украины так как оно «совершает производство, ремонт продукции военного назначения, которая использовалась Россией во время незаконного вторжения в Украину в 2022 году».
23 февраля 2024 года предприятие включено в санкционный список стран Евросоюза:

Основным заказчиком АО ГПТП «Гранит» является Черноморский флот России, задействованный в агрессивной войне против Украины. АО ГПТП «Гранит» осуществляет не только ремонт военной техники, но и техническое обслуживание современных зенитных комплексов, поступающих на вооружение. АО ГПТП «Гранит» обслуживает новые системы Триумф С-400 и С-300ПМ, а также обеспечивает сервисное обслуживание воинских подразделения сухопутных войск.— «Официальный журнал Европейского союза», Брюссель, 23 февраля 2024 года
По аналогичным основаниям АО ГПТП «Гранит» находится под санкциями Канады и Швейцарии.

## Руководители
- С момента основания по 1955 год — А. Н. Кушеверский,
- с февраля по июль 1955 года — Л. И. Горшков.
- С 1955 по 1957 год — Н. И. Сысоев,
- с 1957 по 1962 год — Ю. В. Яхонтов,
- с 1962 по 1977 год — В. Н. Казанцев,
- с 1977 по 1980 год — В. А. Иванов,
- с 1980 по 2002 год — В. И. Курышев,
- с 2002 по 2011 год — В. Ф. Шевченко,
- с 2011 по настоящее время — Н. А. Калик.